# Koprivnica, Bardejov
Koprivnica este o comună slovacă, aflată în districtul Bardejov din regiunea Prešov. Localitatea se află la altitudinea de 223 m deasupra n.m., se întinde pe o suprafață de 14,16 km2 și în 2017 număra 688 de locuitori. Se învecinează cu comuna Stuľany.

## Istoric
Localitatea Koprivnica este atestată documentar din 1283.

## Demografie
| An:                | 1994 | 2004   | 2014   | 2024   |
| ------------------ | ---- | ------ | ------ | ------ |
| Număr de persoane: | 675  | 689    | 685    | 663    |
| Diferență:         |      | +2,07% | −0,58% | −3,21% |

| An:                | 2023 | 2024   |
| ------------------ | ---- | ------ |
| Număr de persoane: | 661  | 663    |
| Diferență:         |      | +0,30% |